# خوليان بيستييرو - غليسيان إنتيليكتوال (محطة مترو أنفاق مدريد)
خوليان بيستييرو، غليسيان إنتيليكتوال (بالإسبانية: Julián Besteiro, Galician intellectual)‏ هي محطة مترو أنفاق في مدريد في إسبانيا، تقع على الخط رقم 12.